# Lăicăi, Argeș
Lăicăi este un sat în comuna Cetățeni din județul Argeș, Muntenia, România.

## Așezare
Satul Lăicăi este situat pe valea Dâmboviței, la 27 km de municipiul Câmpulung, în drum spre Târgoviște (pe DN72A).